# Colpa Bélgica
Colpa Bélgica es un municipio de Bolivia, ubicado en la provincia de Sara en el departamento de Santa Cruz con capital en la población de La Bélgica. El municipio tiene una población aproximada de 6,273 habitantes (INE 2001).

## Historia
La Bélgica se funda con la población trabajadora del ingenio azucarero La Bélgica y el vecino pueblo de Colpa, hasta el 2002 formó parte del municipio de Portachuelo.
Con el pasar de los años los pueblos de La Bélgica y Colpa quedaron unidos creándose como un solo municipio Colpa – Bélgica, el 1 de febrero de 2002 con la Ley 2325, desprendiéndose del municipio de Portachuelo.
El origen del nombre es la fusión de dos comunidades que se encontraban cercanas Colpa y La Bélgica que terminaron fusionándose para conformar un nuevo municipio desprendido del de Portachuelo.

## Demografía
De acuerdo con el censo boliviano de 2024, la población del municipio de Colpa Bélgica es de 8 971 habitantes.
La población del municipio disminuyó aproximadamente una quinta parte entre 1992 y 2024:
| Año  | Habitantes (municipio) | Fuente |
| ---- | ---------------------- | ------ |
| 1992 | 7 692                  | Censo  |
| 2001 | 6 273                  | Censo  |
| 2012 | 6 069                  | Censo  |
| 2024 | 6 020                  | Censo  |

## Economía
Colpa Bélgica cuenta con una planta industrial del ingenio azucarero La Bélgica “Don Guillermo” que inició sus labores en la década de los cincuenta. Es una de las empresas que genera trabajo a más de 800 familias que viven en esa región. Las actividades agropecuarias son muy importantes para la economía del municipio de Colpa Bélgica, siendo la ganadería su pilar más importante.